# 御手洗川仮出入口
御手洗川仮出入口（みたらいがわかりでいりぐち）は、高知県須崎市多ノ郷にある須崎道路のインターチェンジ。2002年に供用された。なお、2009年1月以降は一般道路のランプになっている。

## 道路
- 須崎道路（高知自動車道）

## 接続する道路
- 国道56号

## 周辺
- JR大間駅

## 隣
高知自動車道（須崎道路）
(14)須崎東IC  - 御手洗川仮出入口 - (15)須崎中央IC